# Ludwig von Gleichen-Rußwurm

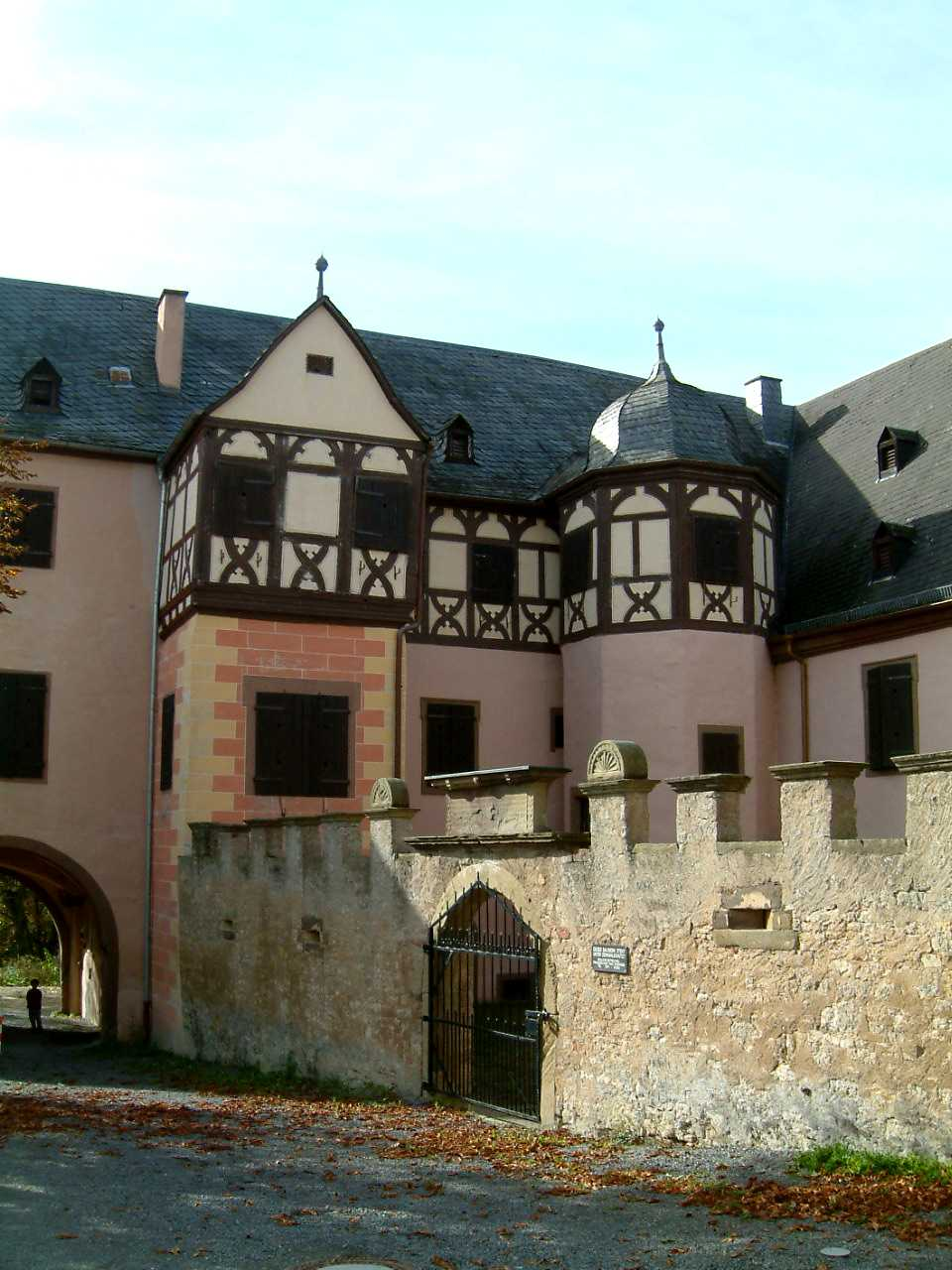
Schloss Greifenstein (Bonnland), Nordostansicht

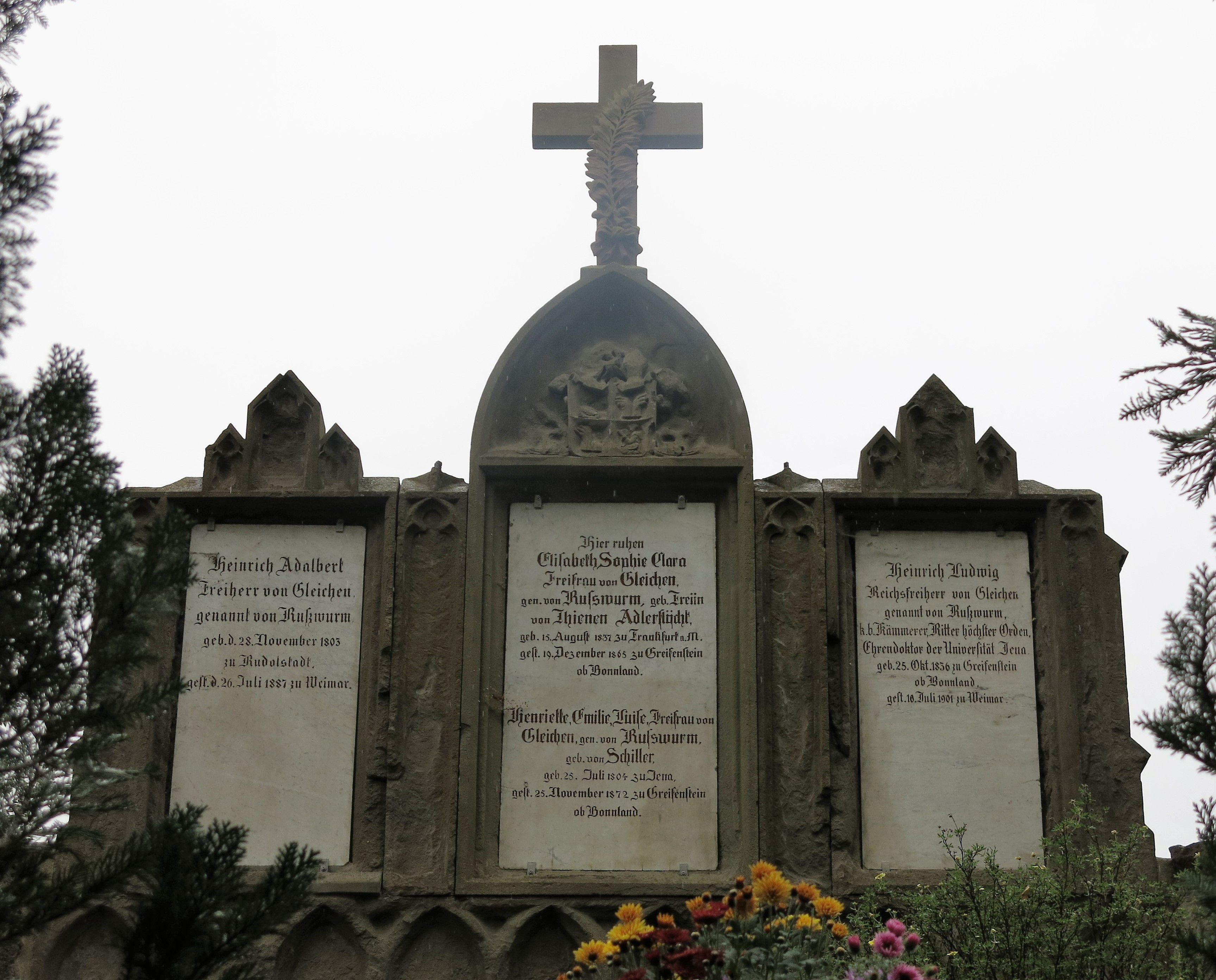
Grabstein der Freiherren von Gleichen-Rußwurm auf dem Friedhof von Bonnland (Nachbildung)

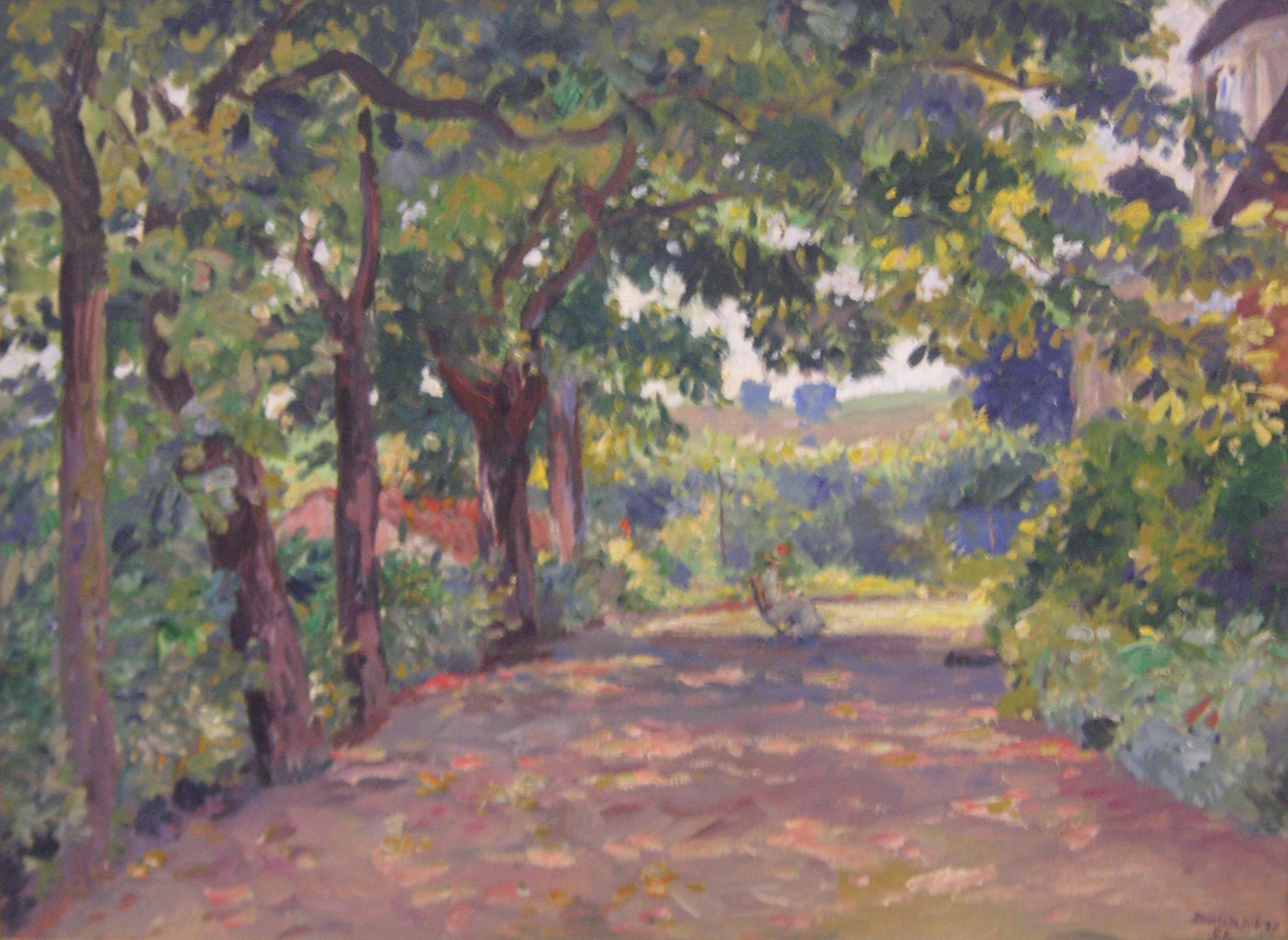
Schlossgarten in Bonnland (1897)

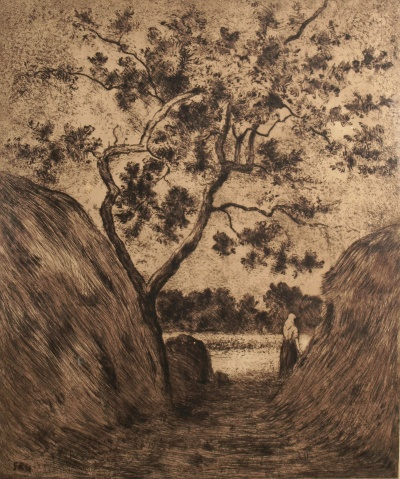
Bauern bei der Heuernte von 1898 – eine vom Französischen Impressionismus inspirierte Radierung

Heinrich Ludwig Freiherr von Gleichen-Rußwurm, né le 25 octobre 1836 dans le château de Greifenstein dans le district de Basse-Franconie, et mort le 9 juillet 1901 à Weimar, est un peintre bavarois et un graphiste de l'impressionnisme. Il est le pionnier de ce mouvement artistique dans les états allemands. Parmi ses sujets préférés figuraient les paysages. Il est le petit-fils de Friedrich von Schiller et le fils d'Emilie von Gleichen-Rußwurm.

## Biographie
Ludwig von Gleichen-Rußwurm naît le 25 octobre 1836 à Schloss Greifenstein (Unterfranken), dans l'ancienne commune de Bonnland (aujourd'hui un village habité dans la zone d'entraînement militaire de Hammelburg, dans l'Arrondissement de Bad Kissingen). Petit-fils du poète Friedrich Schiller, Ludwig von Gleichen-Rußwurm est formé par Max Schmidt et Theodor Hagen à l'académie de Weimar. 
Il est le seul enfant du baron Adalbert von Gleichen-Rußwurm et de son épouse Emilie, la plus jeune fille de Friedrich von Schiller. Le parrainage du "petit-fils de son poète préféré" est repris par le roi de Bavière Louis Ier.
Ludwig von Gleichen-Rußwurm fréquente d'abord l'école à Meiningen, où son père, après son élection comme représentant de la chevalerie, siège au parlement du Land du duché de Saxe-Meiningen et où la famille passe les mois d'hiver. En raison du chauffage insuffisant du château de Greifenstein, la famille passe ensuite les mois d'hiver à Würzburg. Les parents y loue un appartement dans l'ancienne pharmacie de la Licorne, afin que Ludwig puisse aller au lycée voisin. Il le complète par l'examen de fin d'études et étudie à Iéna, Heidelberg et à Genève. Il fréquente ensuite l'académie agricole de Hohenheim, près de Stuttgart, et effectue un stage.
Lors d'un séjour à Francfort-sur-le-Main, il rencontre la baronne Elisabeth von Thienen-Adlerflycht, la fille du chef d'entreprise danois au Conseil du Reich allemand. Ils se marient en 1859. Le 6 novembre 1865 naît leur fils Alexander, qui se fera plus tard un nom en tant qu'écrivain et philosophe culturel. La mère de l'enfant meurt peu de temps après la naissance, le 10 décembre 1865, et est inhumée dans la crypte familiale du cimetière de Bonnland. Le fils Alexander est confié aux soins de sa grand-mère Emilie von Gleichen-Rußwurm, qui prend en charge son éducation et a une influence considérable sur lui.
Ludwig von Gleichen-Rußwurm, qui avait déjà senti son talent pour la peinture pendant ses années d'école et d'université, se livre à ses penchants artistiques après la mort de sa femme. En tant que noble dilettante, il s'installe à Weimar en 1869 dans un appartement et un atelier que le grand-duc Charles-Alexandre de Saxe-Weimar-Eisenach met à sa disposition. Il y étudie la peinture de paysage sous la direction de Max Schmidt et, à partir de 1871, sous celle de Theodor Hagen à l'École d'art grand-ducale de Saxe, dirigée par Stanislaus von Kalckreuth (en). En 1872, il participe pour la première fois à une exposition à Berlin.
Lors d'un séjour en France en 1876, il est influencé par l'école de Barbizon qui, en se tournant vers des représentations réalistes de la nature en rupture avec le style idéaliste classique, rencontre ses idées et devient également pionnière pour l'école d'art de Weimar. Albert Brendel, actif à l'école de Weimar depuis 1875, lui inspire également la technique de la gravure. Le peintre paysagiste Karl Buchholz exerce une influence non négligeable sur von Gleichen-Rußwurm, qui est l'un des pionniers de l'impressionnisme allemand. Avec les professeurs de l'école d'art de Weimar mentionnés plus haut ainsi que Christian Rohlfs et Paul Wilhelm Tübbecke, il est devient finalement l'un des premiers paysagistes allemands à apporter en Allemagne les impulsions artistiques de l'impressionnisme français.
À partir de 1880, von Gleichen-Rußwurm passe les mois d'hiver à Berlin et entreprend dans les années suivantes des voyages en France et en Italie, parmi lesquels les séjours répétés au bord de la mer en Heligoland, à Scheveningen, Blankenberge et Trouville deviennent particulièrement importants pour son travail artistique. En 1880, avec son fils Alexandre, il fait don aux archives Goethe de Weimar d'un important legs du poète provenant de la collection du musée Schiller créé par sa grand-mère au château de Greifenstein, de sorte que ces archives reçoivent le nom d'"archives Goethe et Schiller" à partir de 1889. La Société Goethe lui décerne le titre de membre honoraire pour cela. Cinq ans plus tard, il devient président de la fondation allemande Schiller.
Il travaille également en Angleterre.
Ludwig von Gleichen-Rußwurm meurt le 9 juillet 1901 à Weimar.

## Travail
Si Gleichen-Rußwurm a été décrite dans le Biographisches Künstler-Lexikon du Dr. Hermann Alexander Müller, publié en 1882, comme un artiste qui peignait "des paysages naturels atmosphériques, souvent trop grossiers, avec un staff caractéristique", son premier séjour en France peut être considéré comme une période de perfectionnement artistique au sens des suggestions qui y sont faites. La petite étude d'aquarelle "Mai 1876 Forêt de Fontainbleu" date également de cette période. Quelques années plus tard, il a eu une rencontre directe avec les peintres de Barbizon. Dans son effort pour capturer les motifs et les couleurs de la manière la plus naturelle possible, il a établi des parallèles entre l'école de Barbizon et sa propre manière de voir, ce qui a renforcé sa vision. Von Gleichen-Rußwurm recherchait une reproduction immédiate et intensément ressentie de la nature et des hommes. Des formes généreusement combinées avec des contrastes clairs-obscurs clairs étaient puissamment structurées. Le spectre des couleurs allait d'une grande variété à une réduction à des silhouettes claires et sombres. Outre la peinture de paysages, il a également peint des scènes urbaines. Il a été épisodiquement actif dans le domaine des techniques de gravure. Dans une phase de création ultérieure, il a créé des lithographies à la craie ou à l'encre et au pinceau.
Paysans à la récolte de foin de 1898 - une gravure inspirée de l'impressionnisme français
Ses premières confrontations avec l'impressionnisme français sont représentées par les tableaux "Bauernpaar bei der Heuernte" et "Pflügender Bauer" de 1889. Le doux paysage de collines autour de sa ville natale, Bonnland, et le parc du château de Greifenstein constituaient un réservoir inépuisable d'inspiration pour la représentation de motifs aux conditions de lumière variées, si appréciée dans l'impressionnisme français.
Julius Meier-Graefe a écrit dans son "Histoire du développement de l'art moderne" de 1904 : "Gleichen-Rußwurm a d'abord réussi à introduire l'impressionnisme dans la peinture allemande tout seul". Son fils Alexander von Gleichen-Rußwurm a exprimé la polarisation de son époque en écrivant : "Ses photos suscitent d'une part une approbation enthousiaste et d'autre part un rejet très net". 

## Œuvres dans les musées
- Galerie nationale de Berlin
- Kupferstich-Kabinett
- Museum im Kulturspeicher Würzburg (en)
- Kunsthalle de Hambourg
- Klassik Stiftung Weimar (en)
- Musée national de Wrocław